# Ludwig Sello

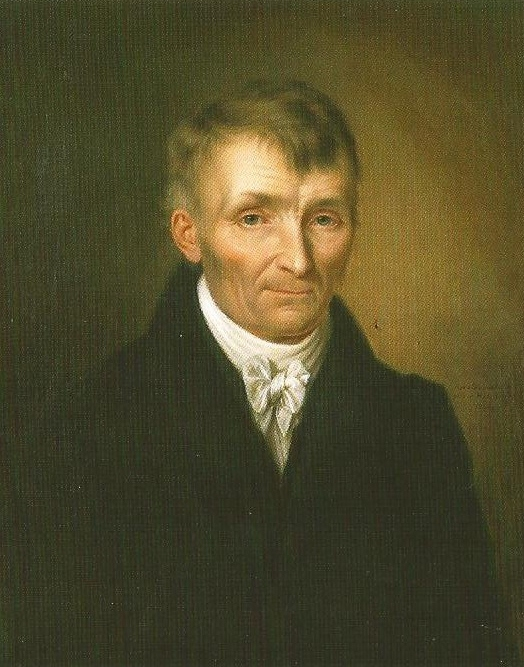
Ludwig Sello.
Gemälde von Hermann von Hanstein, 1868

Christian Ludwig Samuel Sello, auch Louis Sello (* 21. Februar 1775 in Potsdam; † 8. März 1837 ebenda), war ein Königlicher Hofgärtner in Caputh sowie im Terrassenrevier und dem Orangerierevier in der Potsdamer Parkanlage Sanssouci.

## Leben und Wirken
Ludwig Sello, genannt Louis, stammte aus der zweiten Ehe des Königlichen Hofgärtners Johann Samuel Sello mit der verwitweten Maria Louisa Wulf, geborene Kleist (1740–1791), Tochter des Brauereibesitzers Christian Kleist. Er wurde im Gärtnerhaus unterhalb des Schlosses Sanssouci geboren, wo sein Vater den Küchengarten, der sogenannte Marlygarten und ein an der heutigen Stelle der Bildergalerie errichtetes Treibhaus verwaltete.
Wie sein achtzehn Jahre älterer Stiefbruder Carl setzte auch Louis die Familientradition fort und erlernte den Gärtnerberuf. Nach der Lehrzeit erhielt [er] am 29. Juni 1793 von der Kgl. Garteninspection einen Paß zu seinen Reisen in die Fremde und ging auf Wanderschaft, die ihn im Dezember 1794 nach Nymphenburg führte. Am kurfürstlichen Hof arbeitete er unter dem  Hofgärtner Johann Jacob Effner, dem der „Große oder Erste Hofküchengarten“ unterstand, der unweit der Münchner Residenz im Lehel, zwischen Stadtbefestigung und Isar lag.
1796 starb sein Stiefbruder, der als Nachfolger des Vaters den Küchengarten betreut hatte. In Erwartung das Amt übernehmen zu können kehrte Louis Sello nach Potsdam zurück. Als Nachfolger war jedoch schon der Baumschulgärtner Joachim Heinrich Voß aus Caputh bestimmt worden, sodass er die Hofgärtnerstelle im frei gewordenen Caputher Revier übernahm. Nach 14-jähriger Tätigkeit übergab er das Amt 1810 an Friedrich Nietner und wechselte nach Sanssouci in das Terrassenrevier, das der im selben Jahr verstorbene Hofgärtner Johann Zacharias Saltzmann (1777–1810) bis dahin verwaltet hatte. Sellos Aufgabenbereich umfasste nun die sechs Weinbergterrassen auf der Südseite des Schlosses Sanssouci. Dort betreute er das Spalierobst und die Weinreben, die an den Wänden und in den verglasten Nischen der Stützmauern wuchsen sowie das Spalierobst oberhalb der Mauern und 84 Orangenbäume in Kübeln, die in den Sommermonaten zwischen 96 Taxuspyramiden standen.
Als der Hofgärtner des im Westen an das Schloss grenzenden Orangeriereviers Anton Hillner (1749–1817) starb, wurde dessen Stelle eingespart und das Revier 1817 Sello unterstellt. Er hatte nun zusätzlich die Verantwortung für ein 496 Fuß (156 m) langes massives Orangenhaus, ein 415 Fuß (130 m) langes unbeheiztes Kirschtreibhaus (für Kirschen, Wein, Feigen und Aprikosen), ein kleines (nur 296 Fuß – 93 m – langes) Orangenhaus, ein Treibhaus mit Kanalheizung für Kirschen und Wein, eine Feigenmauer, ein kleines Kirschtreibhaus [und] eine lange Feigenmauer beim Antikentempel […]. Nach seinem Tod übernahm der älteste Sohn Hermann die vereinigten Reviere und baute sie zu einer großen Gärtnerei aus, die von den Neuen Kammern auf der Westseite des Schlosses bis zum Knick der Maulbeerallee, der Westseite des heutigen Botanischen Gartens reichte.

## Familie

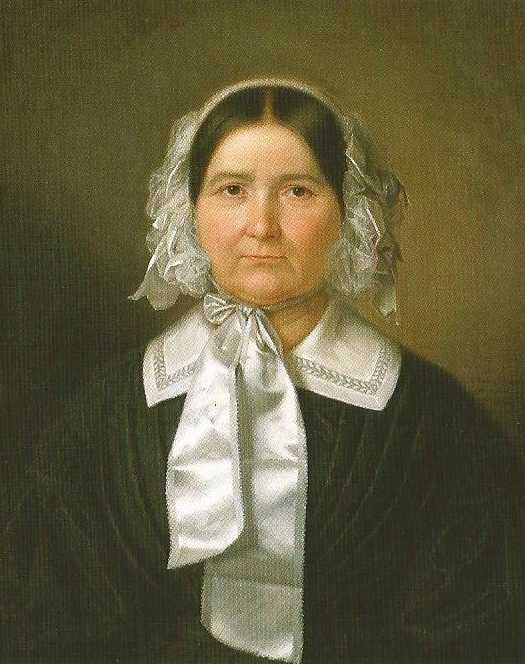
Dorothee Charlotte Sello.
Gemälde von Hermann von Hanstein, 1868

Louis Sello heiratete am 15. Oktober 1799 Johanna Dorothee Charlotte Anger (1780–1858), Tochter des Berliner Dänischleder- und Saffian-Fabrikanten Friedrich Wilhelm Anger. Aus der Ehe gingen elf Kinder hervor, von denen zwei Söhne den Gärtnerberuf erlernten.
Der 1800 geborene Ludwig Hermann, der später in Sanssouci Hofgärtner im Parkteil Charlottenhof und im Terrassenrevier wurde, legte 1844 auch den privaten „Sello-Friedhof“ auf dem Bornstedter Friedhof an, der für Familienmitglieder und nahestehende Bekannte vorgesehen war. Der 1816 geborene Ludwig Emil Walter bekam das Hofgärtneramt in verschiedenen Revieren „außerhalb von Sanssouci“, am Neuen Palais und dem Parkrevier Charlottenhof. Beide erhielten den Ehrentitel „Oberhofgärtner“. 
Von seinen Töchtern heiratete die 1803 geborene Albertina, genannt Berta (auch Bertha) den ebenfalls aus einer Hofgärtnerdynastie stammenden Theodor I. Nietner, Hofgärtner in Schloss Paretz und Niederschönhausen. Die 1808 geborene Pauline ging mit dem „Architekten des Königs“ Ludwig Persius die Ehe ein.
Als Louis Sello 1837 starb, fand er, wie auch später seine Ehefrau, auf dem Bornstedter Friedhof die letzte Ruhe.